# Campeonato Piauiense Segunda Divisão
Het Campeonato Piauiense Segunda Divisão is het tweede niveau van het staatskampioenschap voetbal van de Braziliaanse deelstaat staat Piauí en wordt georganiseerd door de voetbalfederatie FFP. De competitie werd voor het eerst gespeeld in 1957 en werd met enkele onderbrekingen gespeeld tot 1967. De competitie keerde eenmalig terug in 1978 en hierna duurde het tot 2003 vooral er een nieuwe editie gespeeld werd. Van 2008 tot 2014 werd de competitie opnieuw afgevoerd en in 2015 en 2016 keerden ze nog terug voor twee seizoenen en opnieuw in 2019. 

## Overzicht
- 1957 -  Piauí
- 1958-1960 - Niet gespeeld
- 1961 -  Rio Negro
- 1962 - Niet gespeeld
- 1963 -  Caiçara
- 1964 -  Ferroviário
- 1965 -  Botafogo
- 1966 -  Auto Esporte
- 1967 -  Fluminense
- 1968-1977 - Niet gespeeld
- 1978 -  Auto Esporte
- 1979-2002 - Niet gespeeld
- 2003 -  4 de Julho
- 2004 -  Comercial
- 2005 -  Barras
- 2006 - Niet gespeeld
- 2007 -  Picos
- 2008-2014 - Niet gespeeld
- 2015 -  Altos
- 2016 -  4 de Julho
- 2017-2018 - Niet gespeeld
- 2019 -  Picos
- 2020 -  Fluminense
- 2021 -  Oeirense
- 2022 -  Comercial
- 2023 -  Oeirense

1957 · 1958-1960 · 1961 · 1962 · 1963 · 1964 · 1965 · 1966 · 1967 · 1968-1977 · 1978 · 1979-2002 · 2003 · 2004 · 2005 · 2006 · 2007 · 2008-2014 · 2015 · 2016 · 2017 · 2018 · 2019 · 2020 · 2021 · 2022  · 2023  · 2024
Acre · Alagoas · Amapá · Amazonas · Bahia · Ceará · Distrito Federal · Espírito Santo · Goiás · Maranhão · Mato Grosso · Mato Grosso do Sul · Minas Gerais · Pará · Paraíba · Paraná · Pernambuco · Piauí · Rio de Janeiro · Rio Grande do Norte · Rio Grande do Sul · Rondônia · Roraima · Santa Catarina · São Paulo · Sergipe · Tocantins